# Planodema griseolineatoides
Planodema griseolineatoides là một loài bọ cánh cứng trong họ Cerambycidae.